# Spacjowanie
Spacjowanie, rozspacjowanie, rozstrzelenie tekstu – wyróżnienie słowa lub krótkiego fragmentu tekstu poprzez wstawienie pomiędzy litery i wyrazy dodatkowych odstępów równych nominalnej szerokości spacji dla danego kroju (w bieżącej odmianie) i stopnia pisma.
Spacjowanie to radykalne, rozpoznawalne wizualnie zwiększenie świateł międzyznakowych. W czasach tradycyjnego zecerstwa polegało na wstawieniu dodatkowych znaków niedrukowalnych pomiędzy sąsiednie znaki drukowalne, czyli na wstawieniu pomiędzy czcionki z oczkiem (zawierających znak) dodatkowych czcionek bez oczka – były to spacje o określonej szerokości. Jednak już w czasach linotypów można było tekst poszerzać w inny sposób, a mianowicie za pomocą klinów wpuszczanych pomiędzy matryce znaków. Także później, w czasach fotoskładu istniały możliwości rozsuwnia znaków innymi, bardziej zautomatyzowanymi metodami niż dodawanie znaków spacji. Najdłużej spacjowanie metodą dodatkowych znaków utrzymało się na maszynach do pisania, a polegało na dodatkowym stukaniu w klawisz spacji.
W komputerowym składzie tekstu spacjowanie metodą dodawania znaków jest metodą archaiczną, stosowaną rzadko i tylko doraźnie, gdyż utrudnia przenoszenie wyrazów, bo dla oprogramowania tekst rozsunięty w ten sposób widziany jest nie jako słowa, lecz jako pojedyncze znaki, z których każdy może być przeniesiony do następnej linii. Obecnie w oprogramowaniu DTP zabiegu rozstrzelenia tekstu wykonuje się metodą powiększania odstępów międzyznakowych za pomocą trackingu, który nie narusza integralności słów.
Dobrą praktyką typograficzną jest, aby pierwszy i ostatni znak każdego z wyróżnionych w ten sposób słów posiadał minimalnie mniejszy odstęp do sąsiedniego znaku w słowie. Zazwyczaj jednak stosuje się inne metody wyróżniania niż spacjowanie, np. podkreślanie, pogrubianie, pochylanie, zmiana koloru lub złożenie fragmentu tekstu kapitalikami.
Szczególnie problematyczne jest stosowanie tekstu rozspacjowanego w składzie wyjustowanym – czyli w składzie wyrównanym jednocześnie do obydwu krawędzi łamu, gdzie światła międzywyrazowe mogą być nie tylko mniejsze, ale również większe niż w rozspacjowanym fragmencie, a w dodatku inne dla każdej linijki, co dezorientowałoby odbiorcę. Dlatego też w składzie wyjustowanym rozspacjowanie ma sens tylko dla odpowiednio szerokiego składu.